# Bioclipse
Bioclipse est un logiciel de visualisation utilisé en chimie et en bio-informatique. Il est développé en langage de programmation Java sur la plateforme client riche Eclipse et est distribué sous licence open source.
Bioclipse utilise une architecture à base de plugins qui hérite des fonctionnalités de base et des interfaces graphiques d'Eclipse, tels que le système d'aide, l'interface de mise à jour du logiciel, la gestion des préférences, le déploiement multiplate-forme, etc.
Grâce à ces plugins, Bioclipse fournit de nombreuses fonctions pour la chémo- et la bio-informatique, et propose des possibilités d'extension qui permettent d'ajouter facilement de nouvelles fonctionnalités.
La première version stable de Bioclipse inclut un plugin CDK (back-end de chemo-informatique), un plugin Jmol pour la visualisation 3D et un plugin BioJava pour l'analyse de séquences.  Bioclipse est développé par un consortium de laboratoires :
- Proteochemometric Group (université d'Uppsala, Suède) ;
- Chemoinformatics and Metabolism Team (EBI, Royaume-Uni) ;
- Division of Analytical Biosciences (université de Leyde, Pays-Bas).

Ces développements ont été enrichies par de nombreuses contributions d'autres laboratoires académiques.